# Cinkov klorid
Cinkov klorid (ZnCl2; bezvodni) je vrlo higroskopna sol.

## Svojstva
To je bijel zrnat prah ili bijela porculanska masa. Djeluje iritirajuće i dražljivo.

Jako se otapa u vodi i vodena otopina reagira izrazito kiselo. Otapa se i u alkoholu, eteru, acetonu, glicerolu i piridinu pri čemu se otopine jako ugriju jer je reakcija egzotermna. Koncentrirana otopina cinkovog klorida otapa škrob, celulozu i druge organske tvari, a rastaljeni ZnCl2 otapa okside mnogih metala.

## Dobivanje
Tvornički se dobiva zagrijavanjem cinka u struji klora.
Laboratorijski se može se dobiti i otapanjem cinka ili neke cinkove soli (npr. cinkova oksida ili karbonata) u klorovodičnoj kiselini. Reakcijom cinka i klorovodične kiseline nastaju cinkov klorid i vodik. Povišenje temperature dokaz je da se u reakciji oslobađa toplina, prema tome reakcija je egzotermna.

Iz dobivene vodene otopine kristalizira kao dihidrat (ZnCl2 x 2 H2O), čijim zagrijavanjem nastaje cinkov hidroksiklorid (ZnOHCl).
ZnO + 2HCl --> ZnCl2 + H2O.

## Upotreba
Cinkov klorid rabi se u tekstilnoj industriji, za protupožarno impregniranje drvene građe (ponajviše kao sredstvo za konzerviranje željezničkih pragova), za vulkanizaciju gume, u bojadisarstvu, u baterijama (elektrolit u cink-klorid baterijama), u stomatologiji, u elektronici, u metalurgiji se koristi kao sastojak smjesa za otapanje metalnih oksida, za cinčanje, itd.
Koristi se za zaštitu željeza od korozije pocinčavanjem, za meko lemljenje kovina, najčešće u obliku kreme ili paste, tzv. "voda za lemljenje (lotanje)".
Razrijeđena otopina cinkovog klorida naveliko se koristi u medicini eksterno za obloge i za ginekološka ispiranja (jer djeluje kao dezificijens), kao dezodorans i adsringens, itd.